# Deodat del Monte
Deodat del Monte, Deodat van der Mont or Deodatus Delmont, baptisé le 24 septembre 1582 à Saint-Trond et mort le 24 novembre 1644 à Anvers, est un artiste peintre flamand baroque, architecte, ingénieur, astronome et un marchand d'art, qui faisait partie des proches de Peter Paul Rubens.

## Biographie
Deodat van der Mont est né le, ou peu avant, le 24 septembre 1582 (date de son baptême) à Saint-Trond. Ses parents sont Ghuilliam van der Mont, un orfèvre, et Margriet Pruynen. Sa famille était influente localement mais elle ne faisait pas partie de l'aristocratie, comme l'ont supposé certaines sources. Son père a déménagé à Anvers en 1590 après avoir été obligé de quitter le diocèse de Liège en raison d'accusations de falsification d'argent.
La vie de Del Monte est étroitement liée à Rubens. Selon les témoins contemporains, del Monte et Rubens étaient les meilleurs amis dès leur plus jeune âge. Del Monte aurait été son premier élève, du moins dans le domaine de la peinture. On croit qu'il est devenu un élève de Rubens entre 1598 (l'année où Rubens est devenu maître) et 1600. Il a peut-être étudié sous un autre maître avant de devenir l'élève de Rubens.

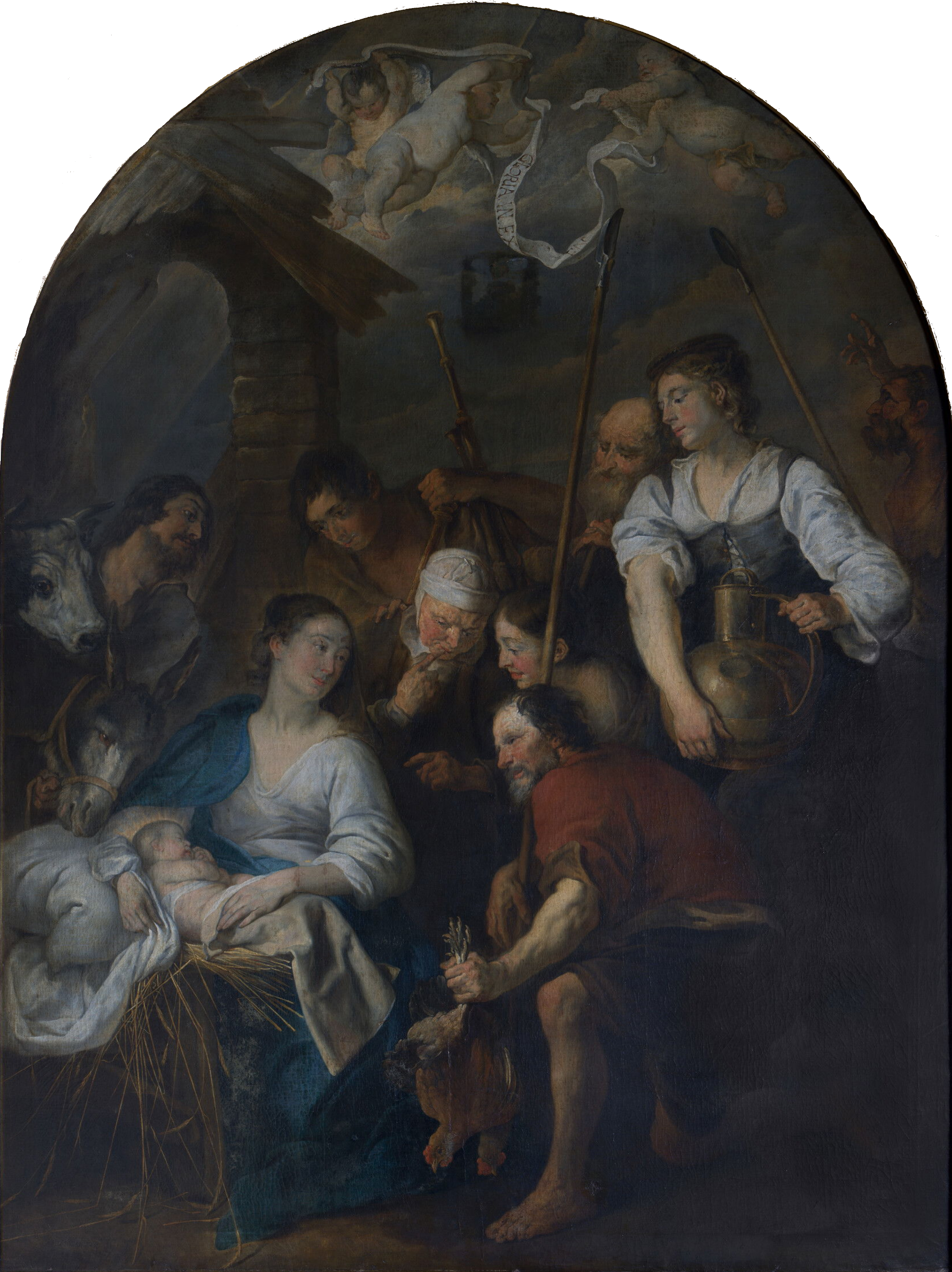
Adoration des bergers, collaboration avec Jan Cossiers

Del Monte a voyagé avec Rubens en Italie en 1600, selon certaines sources au service de Rubens tandis que d'autres déclarent qu'ils ont voyagé en tant que meilleurs amis,. Les deux étaient ensemble en Italie la plupart du temps pour une période de 8 ans. Ceci est attesté par le témoignage de del Monte en 1608 d'un contrat entre Rubens et les oratoriens pour l'exécution d'un retable pour l'église San Filippo Neri à Fermo, en Italie.
Immédiatement après son retour à Anvers avec Rubens en 1608, del Monte a été enregistré comme « Wijnmeester » («maître du vin») de la Guilde de Saint-Luc locale. Comme il s'agit d'un titre réservé aux fils des membres de la Guilde, on peut conclure que son père était ou avait été membre de la Guilde. Del Monte a rejoint l'année suivante la « sodaliteit of bejaerde jongmans », une fraternité pour les célibataires établie par l'ordre des Jésuites. Il a servi de « consulteur » de la fraternité en décembre 1609, 1610 et 1614. Il a travaillé comme peintre et est enregistré comme ayant un atelier avec deux élèves en 1610. Sa première commande était pour un triptyque pour l'autel principal de l'église Saint-Bénédict (nl) à Mortsel. Ce travail a été achevé en 1612 mais a été remplacé plus tard par une œuvre d'Anton Goubau et est maintenant perdu.

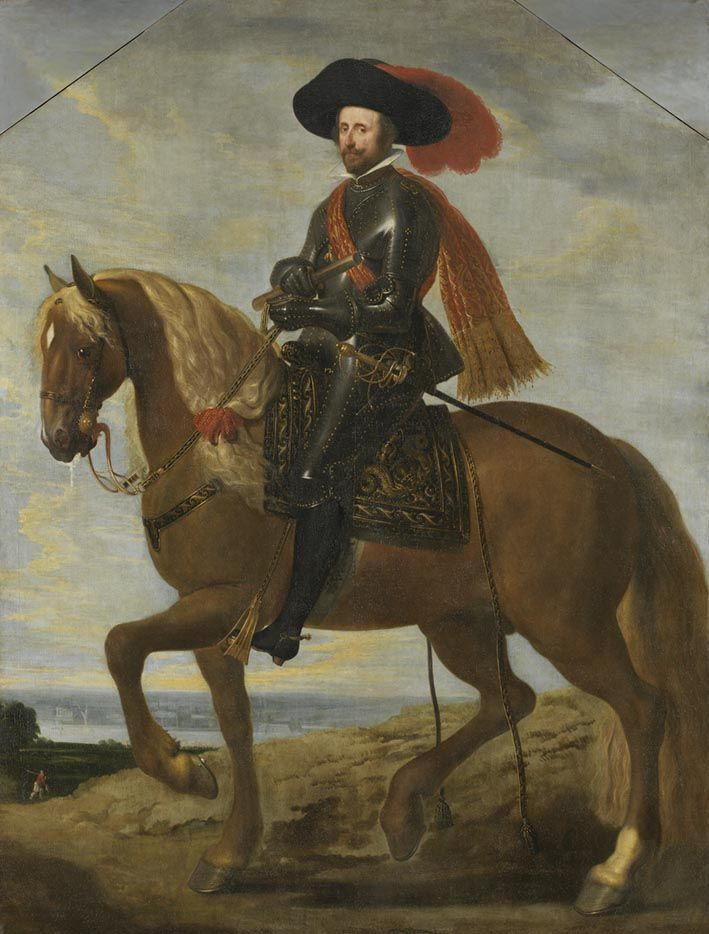
Portrait équestre de Wolfgang Guillaume de Wittelsbach

Del Monte a épousé Geertruyt van den Berghe le 26 octobre 1614. Le couple aurait trois fils. Le premier biographe Cornelis de Bie affirme dans son Het Gulden Cabinet de 1662 que Del Monte était au service de Wolfgang Guillaume de Wittelsbach depuis quelque temps. Certains historiens placent cette période de service dans les années 1610, mais cela est peu probable, car pendant cette période, il y a de nombreux enregistrements de la présence de del Monte à Anvers. Il est cependant probable que Del Monte était au service de Wolfgang Wilhelm depuis que le comte palatin l'a fait cavalier en 1626 et lui a permis d'avoir un blason.
On pense en outre qu'il est entré au service des gouverneurs de l'époque des Pays-Bas méridionaux, des archiducs Albert et Isabelle.
Il a également travaillé comme architecte et ingénieur militaire pour le roi Philippe III. Le roi lui a accordé plusieurs privilèges menacés dans ses dernières années. Cornelis de Bie a allégué que le fils du roi Philippe IV est intervenu au nom de Del Monte avec son frère Ferdinand d'Autriche qui, à l'époque, était le gouverneur des Pays-Bas des Habsbourg, et que ses privilèges avaient été restaurés.
Dans ses dernières années, sa situation financière s'est détériorée, probablement parce qu'il ne pouvait plus travailler en raison d'une maladie. Il mourut en 1644 à une date que, selon de Bie, del Monte avait prédite d'après des étoiles. Le portrait que fit de lui Antoine van Dyck a été gravé au xviiie siècle par Felice Polanzani.
Parmi ses élèves figuraient Boudewyn Claessen (1610), Thomas Morren (1610), Thomas van Bemelen (1621-22), Jakus Adriaenssen (1622-23), van den Berch (1623-24) et Martin Goes (1625-26).

## Œuvre

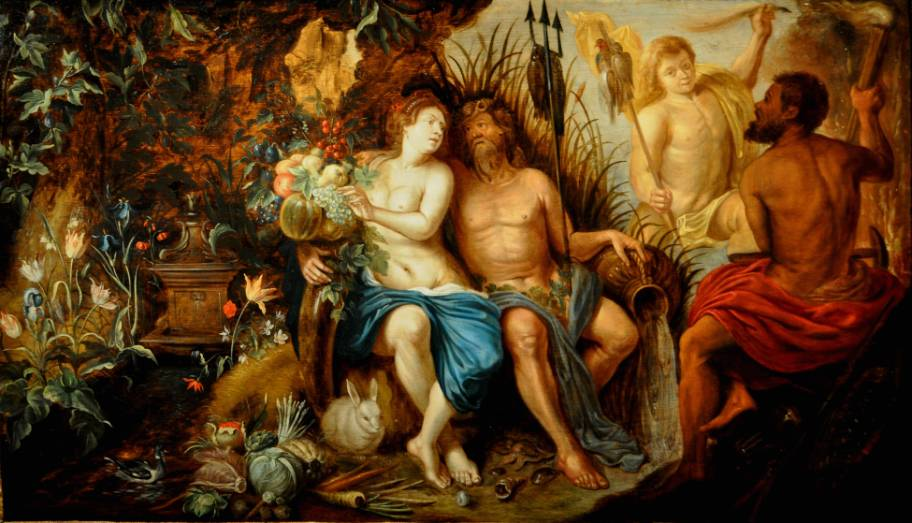
Les quatre éléments

Il y a peu d'informations sur l'œuvre peinte de del Monte, car seules quelques œuvres signées ont survécu. Il a travaillé dans les genres de peinture d’histoire et de peinture de portrait. En 1610, il a fait un retable pour l'église Saint-Bénédict (nl) de Mortsel, qui est perdu. Il y a une signature sur La descente de la croix (1623) dans l'église Onze-Lieve-Vrouw Hemelvaart à Munsterbilzen. Ces œuvres montrent la plasticité classique qui caractérise les œuvres que Rubens a peintes entre 1612 et 1618. Une Adoration des Mages et une Transfiguration dans la collection du Musée royal des Beaux-Arts d'Anvers, anciennement attribuées à del Monte, semblent avoir été réattribuées à Artus Wolffort, un autre artiste anversois du cercle de Rubens.

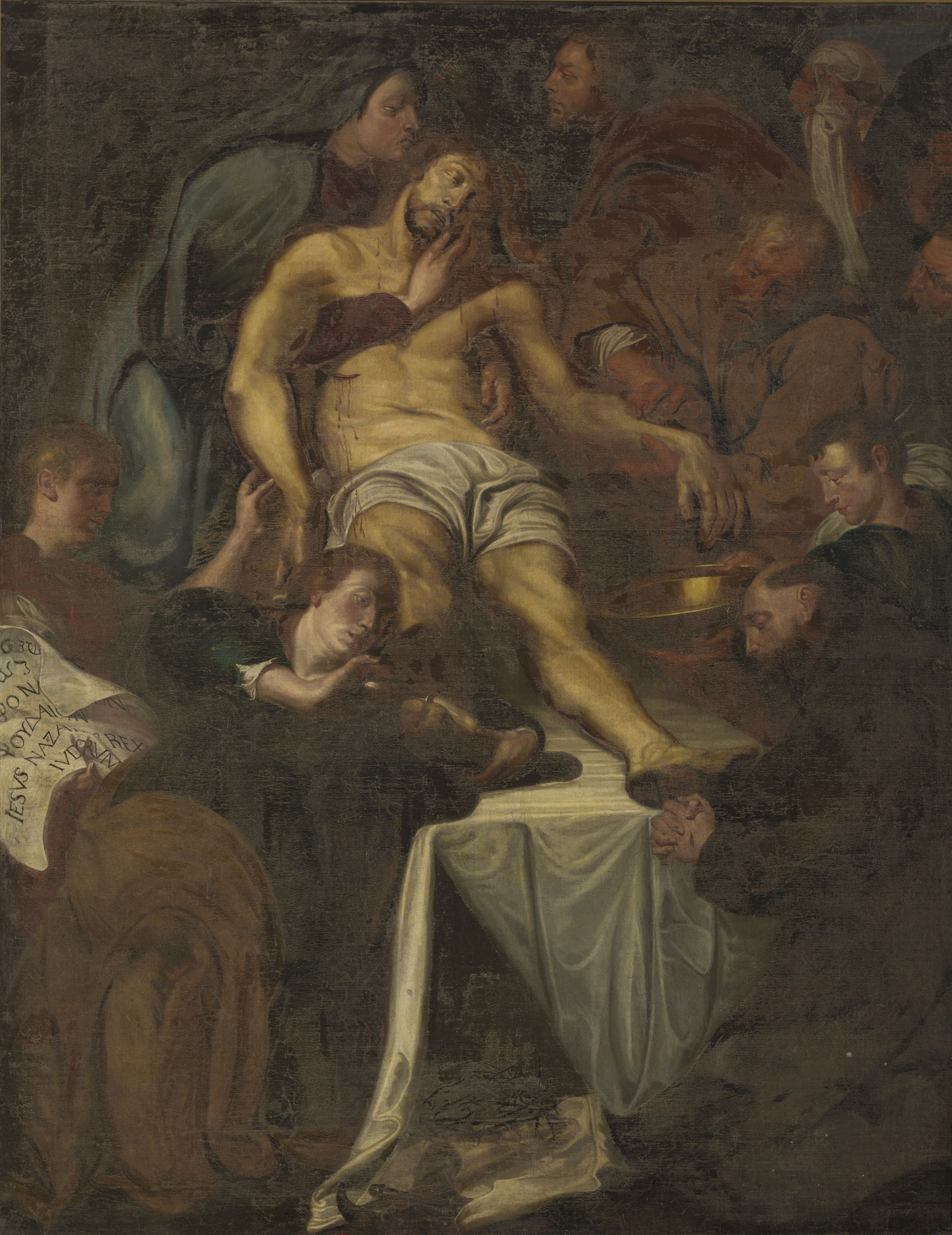
Déploration du Christ

D'autres attributions à del Monte incluent une peinture sur les quatre éléments (vendus à Jean Moust) daté de 1644, qui doit alors avoir été peint dans l'année où il est devenu malade et est mort. La composition de nature morte est attribuée à Osias Beert le Jeune. Une autre œuvre collaborative est L'Adoration des bergers, entièrement signée et datée 1643, peinte en collaboration avec l'artiste anversois Jan Cossiers (M – Musée de Louvain).  Un Triomphe de Bacchus a été attribué à del Monte lorsqu'il a été vendu en 2000, mais à Simon de Vos lors de sa vente par la même maison de ventes Dorotheum en 2002.
Un dessin intitulé Déploration du Christ dans le Fogg Art Museum a été attribué à del Monte. C'est un dessin préparatoire pour un tableau de del Monte dans l'église Onze-Lieve-Vrouw Hemelvaart à Munsterbilzen. La Déploration du Christ de del Monte s'inspire clairement du retable La Sainte Trinité de Rubens {peint pour l'église des Carmélites chaussées, mais aujourd'hui conservé au Musée royal des Beaux-Arts d'Anvers) dans son utilisation du raccourci dans le corps du Christ et son style classicisant.
On pense que del Monte a aidé Rubens dans ses conceptions architecturales.